# Línea TUB (Montevideo)
La línea TUB más conocida como Tubulares, es una línea especial de Montevideo que opera únicamente durante el Día de los Difuntos, accediendo al Cementerio del Norte.

## Características
Es un servicio gratuito que accede al Cementerio del Norte únicamente durante la celebración del día de los difuntos. Parte desde la terminal de ómnibus ubicada en los accesos del cementerio (sobre la Avenida Burgues) con el sector en donde se ubican los enterratorios tubulares del mismo.

## Creación
Entre los años cincuenta y sesenta operó una línea de iguales características, denominada E rojo operada por la entonces Administración Municipal de Transporte. Desde entonces, la misma accedía de forma gratuita hacia los (recientemente inaugurados) enterratorios tubulares del mencionado cementerio por lo cual es la única línea de este tipo en acceder y circular por las calles internas del cementerio.